# Verlag Sprache und Literatur
Der Verlag Sprache und Literatur war ein Wissenschaftsverlag in Halle (Saale) von 1960 bis 1963.

## Geschichte
1960 wurde der Verlag Sprache und Literatur in Halle/Saale gegründet. Der Verlagsleiter wurde Dr. Rigomar Rieger, der vorher bei Brockhaus in Leipzig gearbeitet hatte. Dort erschien literaturwissenschaftliche Literatur sowie Sprachlehrmaterialien, diese gelegentlich zusammen mit dem VEB Deutsche Schallplatten.
1963/64 wurde der Verlag im Zuge der Umstrukturierungen des Verlagswesens in der DDR wieder geschlossen und die Bestände wahrscheinlich dem VEB Bibliographisches Institut in Leipzig eingegliedert.

## Publikationen (Auswahl)